# Gavril Creța
Gavril Creța (n. 26 octombrie 1923, Arad – d. 10 decembrie 2014, Timișoara) a fost un inginer român care a realizat proiectarea turbinelor cu abur fabricate la Uzina Constructoare de Mașini Reșița, devenind apoi profesor universitar la Facultatea de Mecanică a Universității Politehnica Timișoara.

## Biografie
Gavril Creța s-a născut la 26 octombrie 1923 în Gai, actual cartier al Aradului. Tatăl său, Florian, a fost funcționar la CFR, iar mama sa, Rozalia, casnică. A urmat cursurile liceului „Moise Nicoară” din Arad, pe care l-a absolvit în 1942. În continuare a urmat cursurile Școlii Politehnice din Timișoara, specialitatea electromecanică, ca bursier al Uzinelor și Domeniilor de Fier din Reșița. În 1947 și-a susținut proiectul de diplomă cu calificativul „Magna cum laude”. În 1970 devine doctor inginer, titlul tezei de doctorat fiind Contribuții la studiul ventilelor monoscaun cu difuzor ale turbinelor cu abur.

## Activitate
După absolvirea cursurilor universitare, Gavril Creța s-a încadrat la Uzina Constructoare de Mașini Reșița (UCMR), unde, una dintre primele sale lucrări a fost turbinele de la amenajarea hidroenergetică Crăinicel, pe Bârzava, lucrare realizată împreună cu colegul său de facultate ing. Alexandru Bitang, care avea să devină director general al UCMR. Lucrarea a fost totodată și lucrarea sa de diplomă. Proiectul prezinta o soluție originală pe plan mondial: două rotoare de turbine hidraulice tip Pelton dispuse în aceeași carcasă, care prelucrau căderile de apă a două râuri cu debite și căderi diferite, cuplate la un generator electric comun.
În 1949 a realizat un grup convertizor de frecventa 50/42,5 Hz, de 8750 kW, lucrare pentru care a primit Premiul de Stat clasa I. Ulterior, tot el a inversat sensul de funcționare, dinspre rețeaua de 42 Hz spre cea de 50 Hz.
Începând cu 1950 se va specializa în turbine cu abur. Ca inginer proiectant, iar mai apoi ca șef serviciu proiectare al UCMR va realiza proiectele celor peste 170 de turbine cu abur, cu puteri între 1 și 50 MW, fabricate la UCMR de-a lungul unui sfert de secol. Prin această activitate, Gavril Creța este și va rămâne un simbol al creației tehnice al uzinelor din Reșița.
Începând cu anul 1951 își desfășoară activitatea și în cadrul Institutului Politehnic Timișoara, Facultatea de Mecanică, în calitate de cadru didactic. Din 1962 această activitate va deveni exclusivă. În 1973 obține gradul de profesor universitar. Absolvenții formați de el își desfășoară și astăzi activitatea în uzine din România, Germania, Franța, Statele Unite și Canada.
O realizare mai puțin cunoscută a sa, datorită secretului, a fost un turbocompresor pentru hidrogen sulfurat, destinat cercetărilor de punere la punct a tehnologiei originale românești de obținere a apei grele. Turbocompresorul necesita o etanșare specială, totală. Rotorul acestui turbocompresor, lucrând la 8000 de rotații pe minut a fost realizat în atelierele Facultății de Mecanică din Timișoara, restul compresorului fiind realizat de beneficiar.
În 1985 s-a pensionat, continuându-și activitatea ca profesor consultant, conducător de doctorat. A decedat în 10 decembrie 2014, fiind înmormântat în cimitirul din Calea Lipovei, Timișoara.
A fost:
- Membru în Comisia de Stat pentru Sistemul Energetic Național (1971–1973);
- Membru în Consiliul Tehnico-Economic, ramura energiei electrice (1976–1977).

## Lucrări publicate

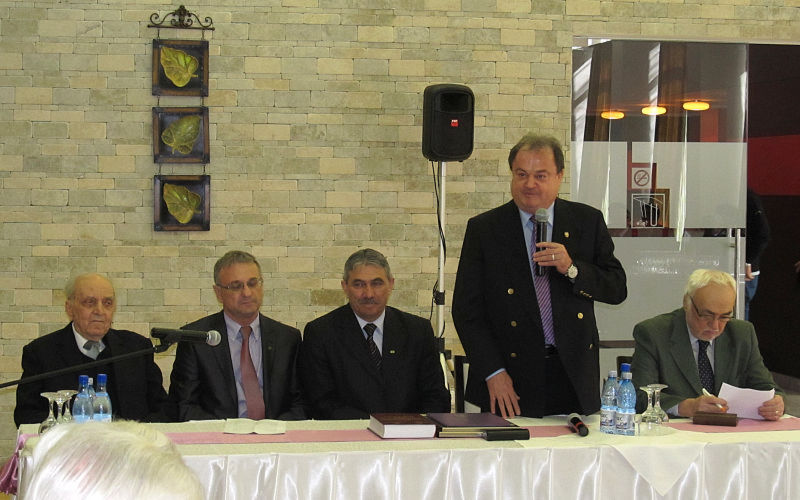
Vasile Blaga vorbind la lansarea Tratatului de turbine cu abur și cu gaze al lui G. Creța.

- Turbine cu abur și cu gaze, edițiile din 1973 (Litografia UPT), 1981 (Editura Didactică și Pedagogică), 1995 (Editura Tehnică ISBN: 973-31-0965-7);
- Etanșări, împreună cu Cristea, V., Dragne, I. D., Ardeleanu, P. Editura Tehnică, 1973
- Manualul inginerului termotehnician, sub coordonarea lui Popa B., vol. 2, capitolele de turbine cu abur și turbine cu gaze, Editura Tehnică, 1986
- Turbine cu abur - montare, protecția suprafețelor, exploatare, Editura Politehnica, 2004, ISBN: 973-625-174-8.
- Tratat de Turbine cu abur și cu gaze, Editura AGIR, 2011, ISBN: 978-973-720-367-0.
- Numeroase articole științifice.

## Distincții

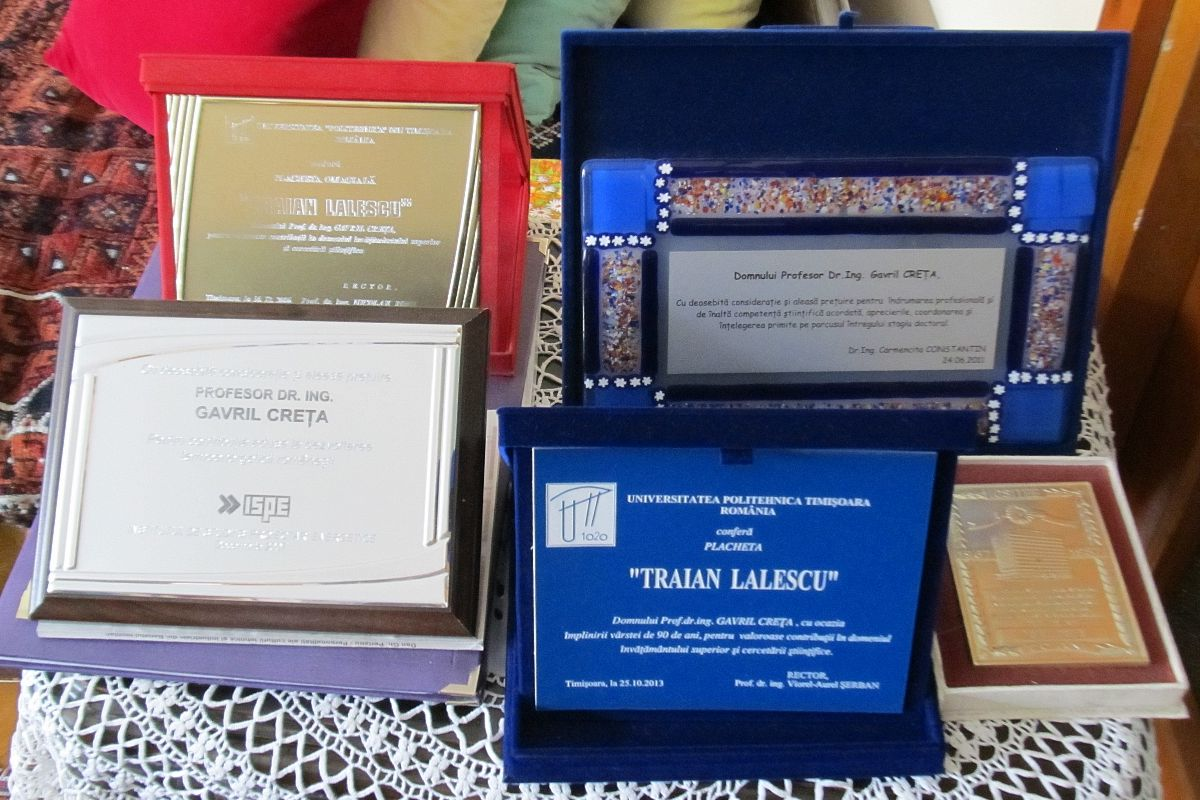
Plachete decernate lui G. Creța

Este laureat al următoarelor premii:
- 1951 – Premiul de Stat al RPR clasa I;
- 1957 – Ordinul Muncii clasa a III-a.

La lansarea din 28 martie 2012 a Tratatului de turbine cu abur și cu gaze au participat câteva zeci de personalități, multe din ele, cum ar fi Vasile Blaga, fiind foști studenți ai profesorului Creța. Cu această ocazie, Vasile Blaga i-a înmânat profesorului Creța o plachetă, simbol al unui titlu de excelență acordat de fundația „Politehnica”.